# Carex zhenkangensis
Espèce
Classification phylogénétique
Carex zhenkangensis est une espèce de plantes du genre Carex et de la famille des Cyperaceae.